# Tomas Kuzmickas
Tomas Kuzmickas (né le 14 février 1996) est un gymnaste lituanien.